# (9517) Niehaisheng
(9517) Niehaisheng (1977 VL1) – planetoida z pasa głównego asteroid okrążająca Słońce w ciągu 4 lat i 79 dni w średniej odległości 2,61 j.a. Została odkryta 3 listopada 1977 roku w Obserwatorium Astronomicznym Zijinshan. Nazwa planetoidy pochodzi od Nie Haishenga, chińskiego astronauty.